# Robert Gugutzer
Robert Gugutzer (* 1967) ist ein deutscher Sportsoziologe und Hochschullehrer an der Universität Frankfurt am Main.

## Werdegang
Gugutzer studierte von 1989 bis 1995 Soziologie, Psychologie und Politikwissenschaft in Tübingen und München und war anschließend als wissenschaftlicher Mitarbeiter in der Münchner Projektgruppe für Sozialforschung tätig. Er promovierte 2001 im Rahmen eines Promotionsstipendiats im DFG-Graduiertenkolleg „Identitätsforschung“ an der Universität Halle-Wittenberg. Zudem absolvierte er eine Weiterbildung zum systemischen Einzel-, Paar- und Familientherapeuten. Seit 2009 ist er Hochschullehrer für „Sozialwissenschaften des Sports“ an der Goethe-Universität Frankfurt am Main. Seine Habilitation erfolgte 2011 an der Universität Augsburg. Zudem ist er seit 2017 geschäftsführender Herausgeber der Zeitschrift Sport und Gesellschaft.

## Schriften (Auswahl)
- Leib, Körper und Identität. Eine phänomenologisch-soziologische Untersuchung zur personalen Identität. Westdt. Verl., Wiesbaden 2002, ISBN 3-531-13719-0.
- Soziologie des Körpers. Transcript, Bielefeld 2004, ISBN 3-89942-244-9 (5. vollst. überarb. Auflage 2015).
- Body turn. Perspektiven der Soziologie des Körpers und des Sports. Transcript, Bielefeld 2006, ISBN 3-89942-470-0.
- mit Kurt Weis (Hrsg.): Handbuch Sportsoziologie. Hofmann, Schorndorf 2008, ISBN 978-3-7780-4660-9.
- Verkörperungen des Sozialen. Neophänomenologische Grundlagen und soziologische Analysen. Transcript, Bielefeld 2012, ISBN 978-3-8376-1908-9.
- mit Michael Staack (Hrsg.): Körper und Ritual. Sozial- und kulturwissenschaftliche Zugänge und Analysen. Springer VS, Wiesbaden 2015, ISBN 978-3-658-01083-6.
- mit Gabriele Klein, Michael Meuser (Hrsg.): Handbuch Körpersoziologie. Band 1: Grundbegriffe und theoretische Perspektiven. Springer VS, Wiesbaden 2017, ISBN 978-3-658-04136-6.
- mit Gabriele Klein, Michael Meuser (Hrsg.): Handbuch Körpersoziologie. Band 2: Forschungsfelder und Methodische Zugänge. Springer VS, Wiesbaden 2017, ISBN 978-3-658-04138-0.